# Borz
O nome Borz (em checheno:  Борз, "lobo") é um termo genérico aplicado a todas as submetralhadoras improvisadas produzidas durante os anos de independência da República Chechena da Ichkeria. Foi produzida em pequenas quantidades de 1992 a 1999. O modelo inicial foi baseado na K6-92 armênia, que por sua vez foi baseada na PPS-43.

## História
A produção do primeiro modelo começou em 1992 na fábrica "Krasniy Molot" em Grózni. Apenas algumas centenas de Borz foram fabricadas na fábrica, pois a produção foi interrompida pela Primeira Guerra da Chechênia e transferida para oficinas subterrâneas.

## Projeto e implantação
A Borz foi inicialmente um clone da K6-92 armênia, que por sua vez era vagamente baseada na PPS-43 soviética. No entanto, os modelos individuais podem variar bastante, visto que a Borz não é um modelo único de arma, nem é fabricada por um fabricante específico, mas sim um nome comum para todas as submetralhadoras artesanais chechenas com alguma semelhança em projeto e aparência. Alguns dos modelos Borz do final da década de 1990 não seguem o projeto original e possuem um ferrolho telescópico e um carregador na empunhadura, semelhantes aos de uma Uzi. Estas são frequentemente chamadas de "Borz de segunda geração" — algumas delas também apresentavam silenciadores e carregadores de 40 cartuchos.
A Borz era muito simples e barata de produzir, custando cerca de US$ 100 na Chechênia. O receptor podia ser feito de tubo de aço quadrado com uma tampa de proteção contra poeira de aço estampada na parte superior e munhões na parte frontal e traseira, embora algumas versões tenham um receptor redondo. O projeto do ferrolho imitava de perto o da PPS soviética, e o carregador era baseado no carregador usado na MP 40 alemã. O mecanismo de gatilho tem características em comum com a Madsen M-50 e permite tanto o disparo automático quanto o semiautomático. O ejetor e a porca de travamento do cano também se assemelham aos da Madsen. Seu projeto leve e fácil de usar eram ideais para ataques repentinos, compensando suas deficiências de qualidade. O cano geralmente se desgastava após disparar cerca de três carregadores de munição, com o resultado de uma precisão cada vez mais baixa.
Assim como muitas armas de fogo improvisadas (como a FP-45 Liberator), a submetralhadora Borz foi projetada para ser usada por guerrilheiros como uma arma rudimentar semi-descartável para emboscar forças policiais e militares em áreas urbanas, para que pudessem obter armas de maior qualidade produzidas em fábricas a partir dos mortos e feridos.